# 完顏宗雋
完顏宗雋（？—1139年），本名訛魯觀。金太祖阿骨打之欽憲皇后紇石烈氏所生。胞兄宋王完顏宗望，胞弟瀋王完顏訛魯。
天會十四年，為東京留守。天眷元年，入朝，支持完顏宗磐。與左副元帥撻懶一起提议将伪齐刘豫的河南、陝西地还给南宋。不久成為尚書左丞相，加開府儀同三司，兼侍中，封陳王。天眷二年，拜太保，領三省事，進封兗國王，同年七月以謀反被金熙宗誅杀。

## 妻妾
- 次妃宁福帝姬赵串珠（1114年—？），宋徽宗第16皇女，天会八年（1130）六月封
- 金弄玉，原為宋徽宗淑儀嬪，靖康之變被俘，歸完顏宗雋為妾
- 陳娇子，原為宋徽宗淑儀嬪，靖康之變被俘，歸完顏宗雋為妾
- 裴月里嫦娥，原為宋徽宗淑容嬪，靖康之變被俘，歸完顏宗雋為妾
- 申观音，原為宋徽宗充儀嬪，靖康之變被俘，歸完顏宗雋為妾

## 子女
- 完顏某，母宁福帝姬赵串珠，完顏宗雋被殺後遷往冷山。
- 完颜师姑儿(金廢帝淑妃位)

## 延伸阅读
[在维基数据编辑]
 《金史·卷69》，出自脱脱《遼史》